# Encourtiech
Encourtiech település Franciaországban, Ariège megyében. Lakosainak száma 98 fő (2022. január 1.). Encourtiech Eycheil, Lacourt, Montjoie-en-Couserans, Rivèrenert és Saint-Girons községekkel határos.

## Népesség
A település népességének változása:
| Lakosok száma | 131  | 100  | 91   | 98   | 93   | 90   | 90   | 90   | 93   | 98   |
|               | 1968 | 1982 | 1990 | 2006 | 2013 | 2015 | 2017 | 2019 | 2020 | 2022 |